# (31648) 1999 GL53
1999 GL53 (asteroide 31648) é um asteroide da cintura principal. Possui uma excentricidade de 0.10834590 e uma inclinação de 13.03538º.
Este asteroide foi descoberto no dia 11 de abril de 1999 por LONEOS em Anderson Mesa.